# Dva vodopada na rječici Plačkovac
Dva vodopada na rječici Plačkovac nalaze se u srednjobosanskoj općini Travnik kod sela Sažići i Radojčići.
Na rijeci Plačkovac koja se ulijeva u Ugar nalaze se dva vodopada koji su visoki 18 i 20 metara. Njihova širina je između 8 i 12 metara. Voda se u njima obrušava preko kamenih prepreka i pravi zanimljive prizore. Uokolo vodopada nalazi se listopadno drveće. Ova dva vodopada su geomorfološki spomenici prirode.